# Doença de Schamberg

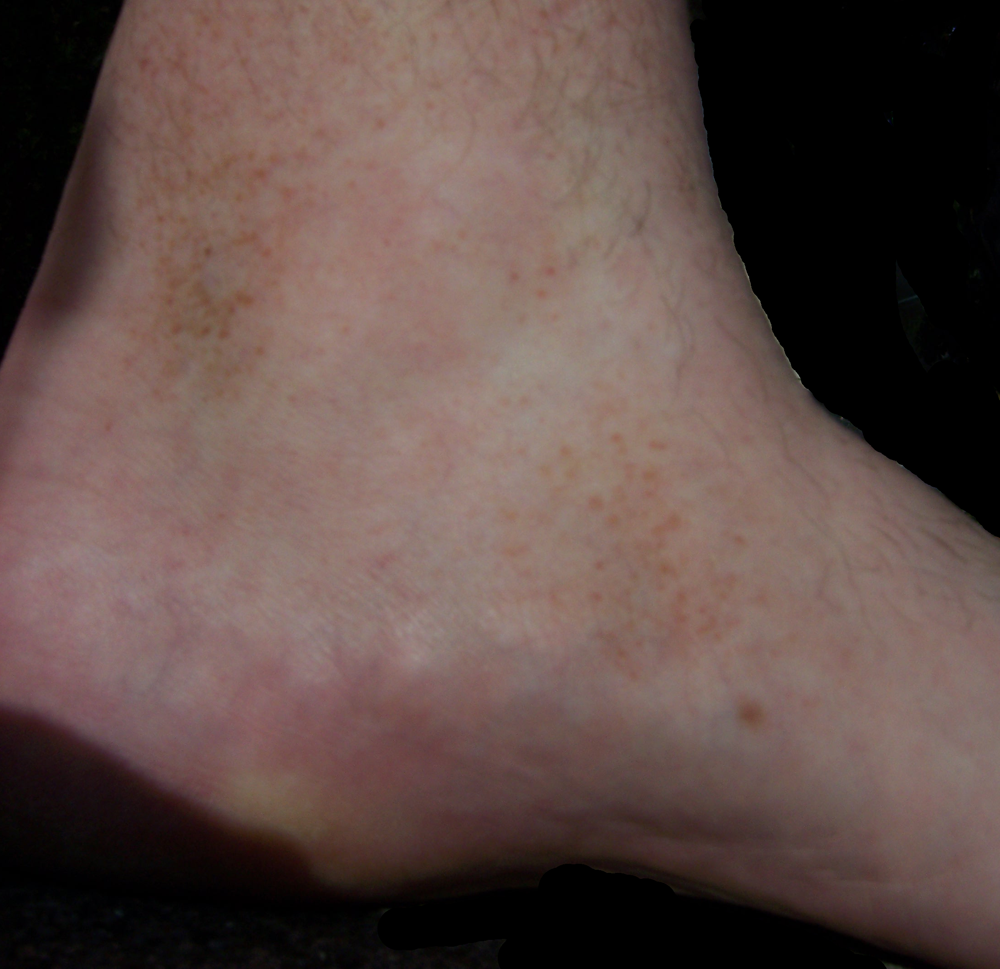
Pontos cor de ferrugem típicos da doença de Schamberg, na parte inferior da perna e pé esquerdos de um homem caucasiano com 26 anos.

A doença de Schamberg é uma dermatose purpúrica pigmentada, descrita pela primeira vez em 1901, que constitui um grupo de capilares benignos raros. Esta doença é causada por vasos sanguíneos com fugas perto da superfície da pele (vasos capilares), caracterizada por manchas castanho-avermelhadas irregulares.

## Sintomas
São assintomáticas e geralmente afetam membros inferiores, mas podem também atacar o tronco e os membros superiores e há relatos de casos onde existia uma ligeira comichão. 

## Causa
A etiologia da doença de Schamberg ainda é desconhecida. Supõe-se que as bases dos capilares são danificadas por alterações autoimunes. No entanto, a hipersensibilidade a drogas, dermatites de estase, de contacto e factícia, exercício físico, hipertensão venosa, álcool, infeções virais tem sido relatados em casos. 

## Transmissão
São conhecidos casos de transmissão da doença dentro de algumas gerações de uma mesma família.

## Tratamento
Até ao momento, nenhum tratamento demonstrou efeito benéfico consistente. Há relatos de melhora com esteroides tópicos, antialérgicos, anti-inflamatórios, glicocorticóides, entre outros. 
O peeling de ácido de tioglicólico (ou ácido mercapto acético) é uma das opções de tratamento para as desordens pigmentares de origem férrica. 

## Cuidados
Os pacientes que tiveram de lidar com esta patologia, foram aconselhados, maioritariamente, a observar uma dieta. Implica a rejeição de alimentos fritos e fumados, frutas cítricas, chocolate, café e bebidas alcoólicas.
É recomendado também evitar ferimentos nas pernas, hipotermia. 
É importante cuidar da pele, usar cosméticos hipoalérgicos.